# Aza Petrović
Aleksandar Petrović, detto Aza (Sebenico, 16 febbraio 1959), è un ex cestista e allenatore di pallacanestro jugoslavo, dal 1992 croato.

## Biografia
Anche suo fratello minore Dražen è stato un cestista.

## Carriera

### Giocatore
Con la Jugoslavia ha disputato i Giochi olimpici di Los Angeles 1984, due edizioni dei Campionati mondiali (1982, 1986) e i Campionati europei del 1987.

### Allenatore

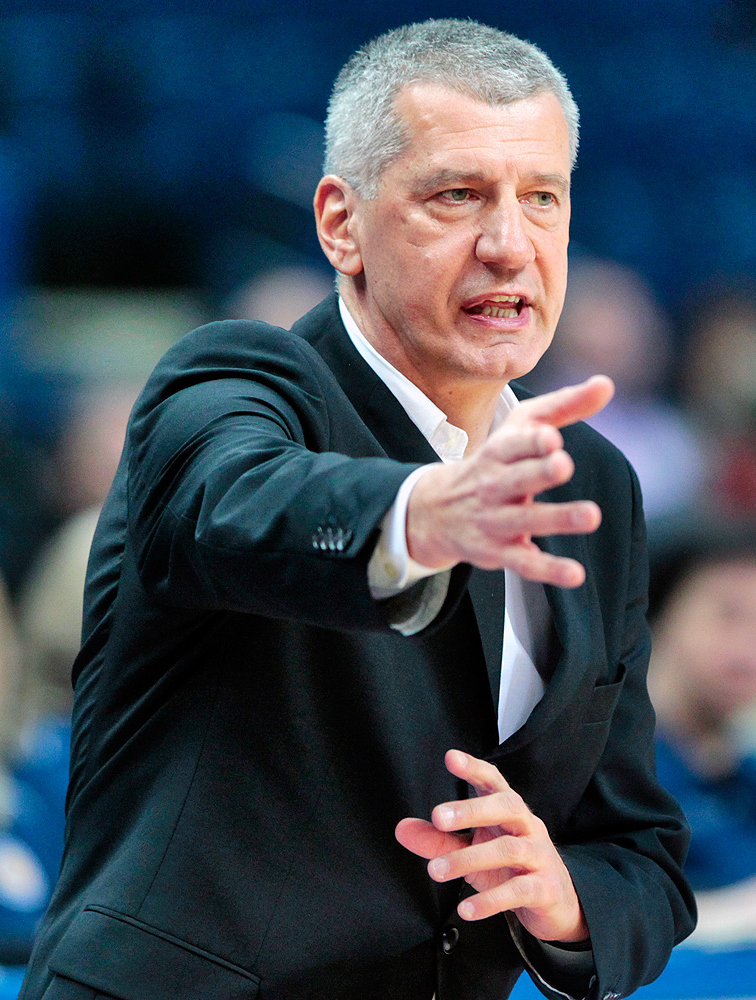
Aza Petrović nel 2014

Il 16 luglio 2021 diventa allenatore della V.L. Pesaro susseguendo quanto svolto da Jasmin Repeša.

## Palmarès

### Giocatore

#### Competizioni nazionali
- YUBA liga: 3

Cibona Zagabria: 1981-82, 1983-84, 1984-85
- Coppa di Jugoslavia: 6

Cibona Zagabria: 1980, 1981, 1982, 1983, 1985, 1986
- Campionato italiano: 1

Pesaro: 1987-88

#### Competizioni internazionali
- Coppa dei Campioni: 2

Cibona Zagabria: 1984-85, 1985-86
- Coppa delle Coppe: 2

Cibona Zagabria: 1981-82, 1986-87

### Allenatore

#### Competizioni nazionali
- Campionato croato: 7

Cibona Zagabria: 1992, 1992-93, 1993-94, 1994-95, 1996-97, 1997-98
Zadar: 2007-08
- Coppa di Croazia: 2

Cibona Zagabria: 1995, 1999

#### Individuale
- ULEB Eurocup Coach of the Year: 1

Cedevita Zagabria: 2010-11